# Монастырь Кокош
Монастырь Кокош (рум. Mănăstirea Cocoșu) — мужской монастырь Тулчинской епархии Румынской православной церкви в городе Исакча, Румыния, расположенный на лесной поляне в 6 км к югу от центра города и в 6 км от Никулецеля.
Монастырь включает в себя дом игумена, ряд монашеских домов, колокольню, часовню и церковь, посвящённую Успению Пресвятой Богородицы, все из которых находятся в списке исторических памятников в Румынии, которые были построены между 1883 и 1913 годами.
Стиль отличается богатством резных архитектурных украшений и декоративных росписей.
В настоящее время монастырь является одним из основных паломнических центров Румынии.

## Галерея

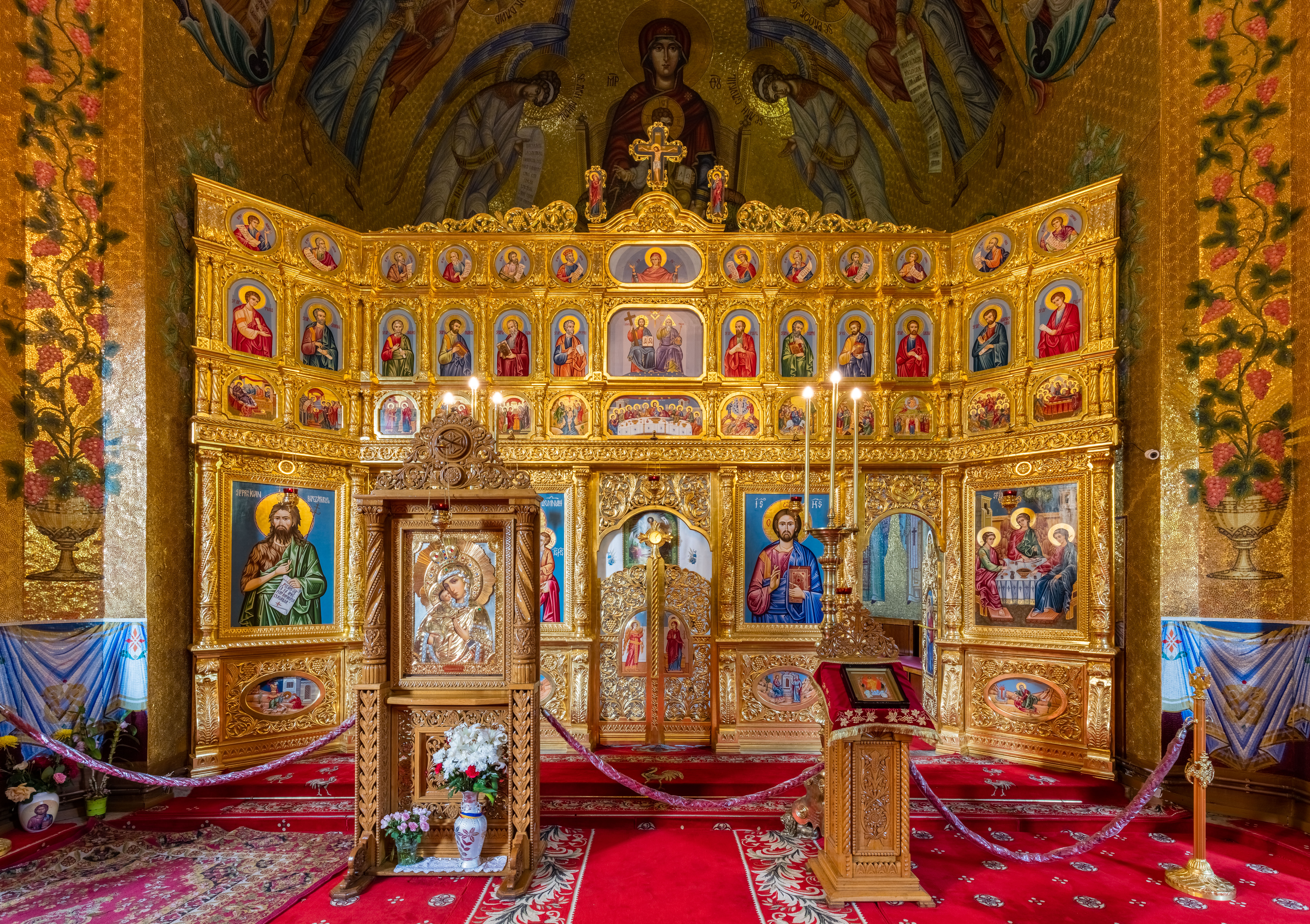
Иконостас
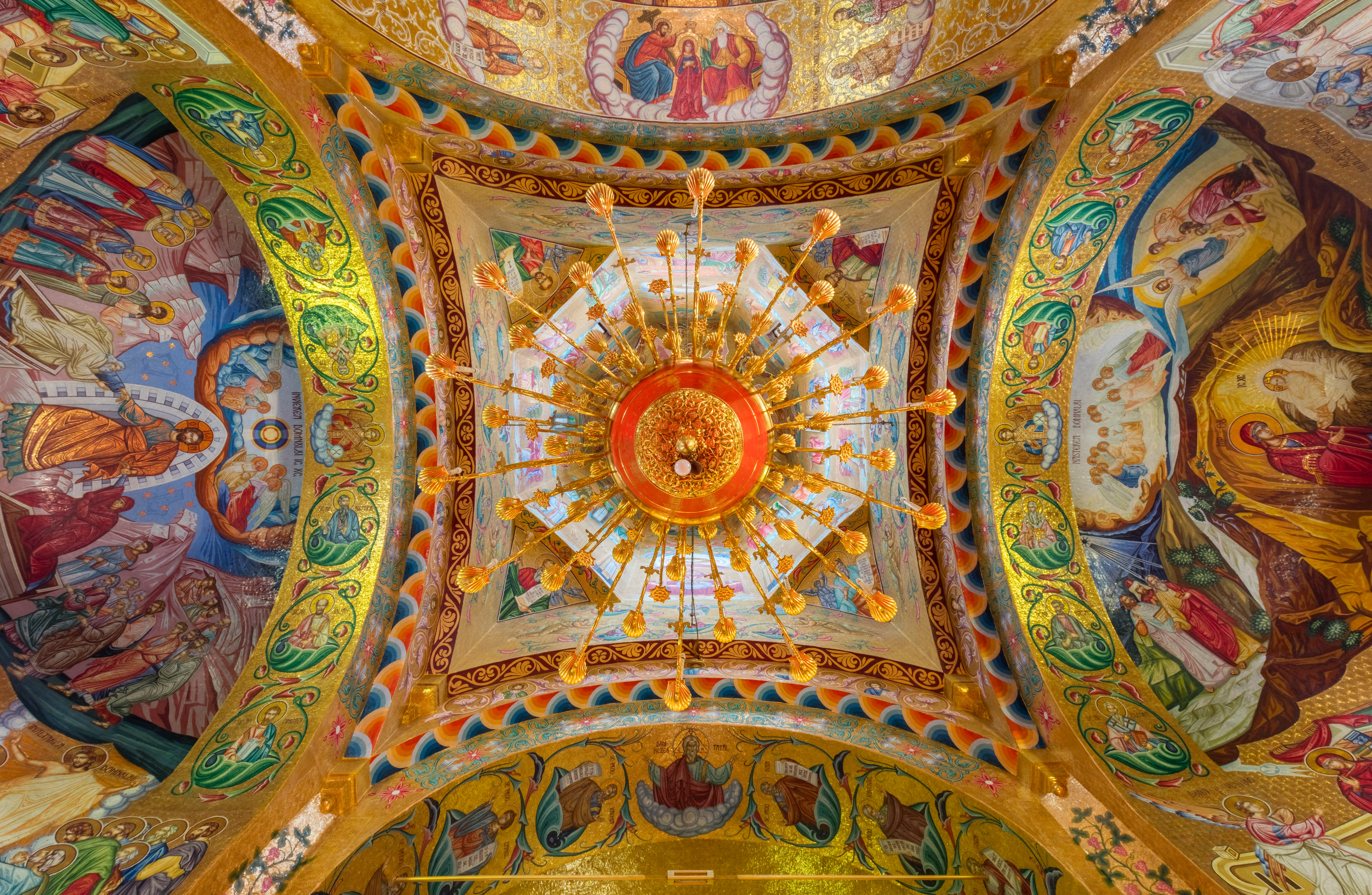
Потолок церкви
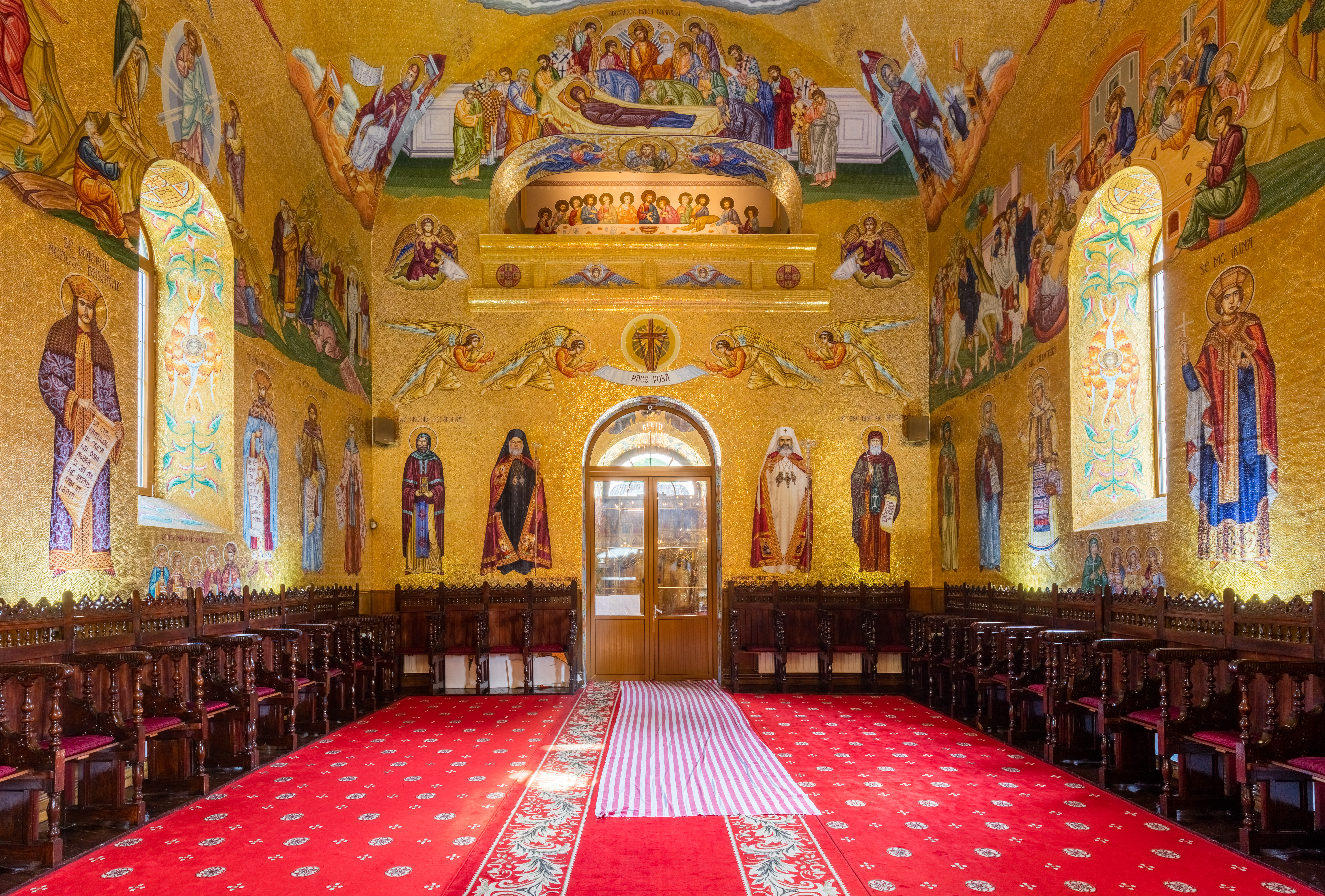
Вход в церковь
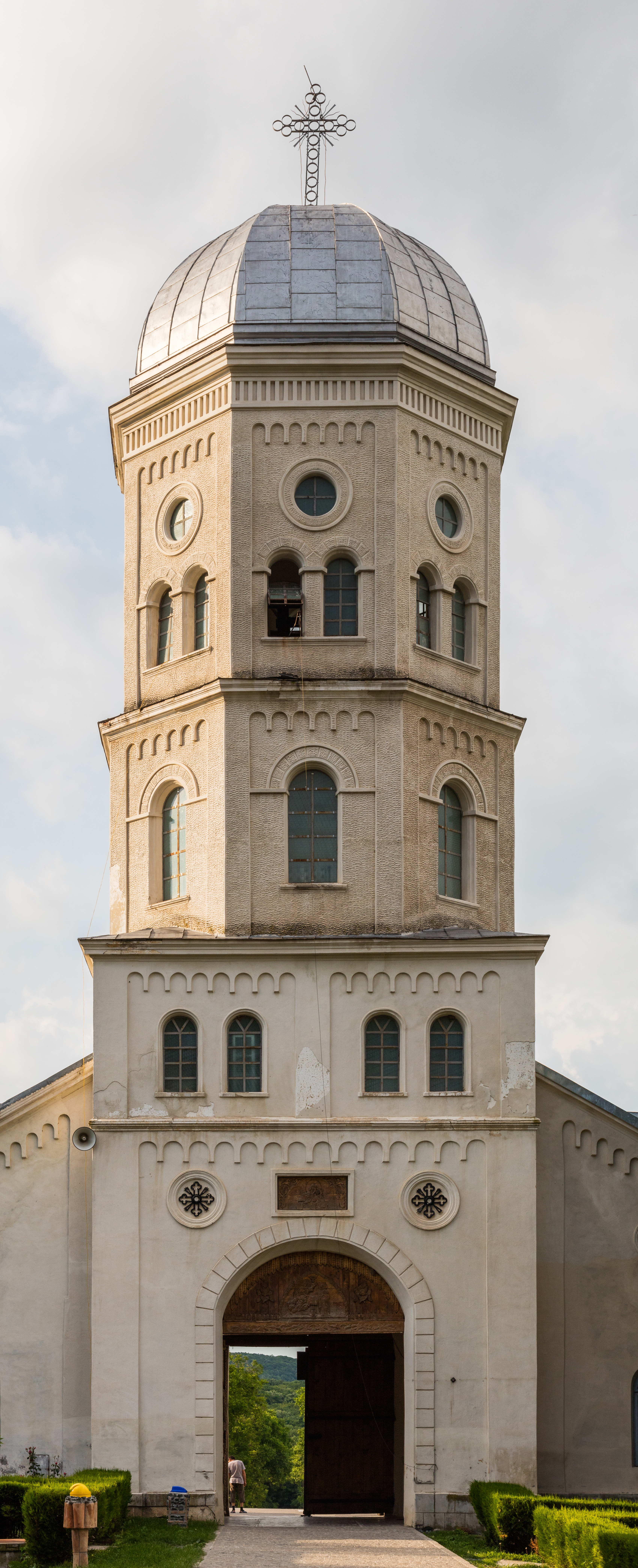
Вход в монастырь
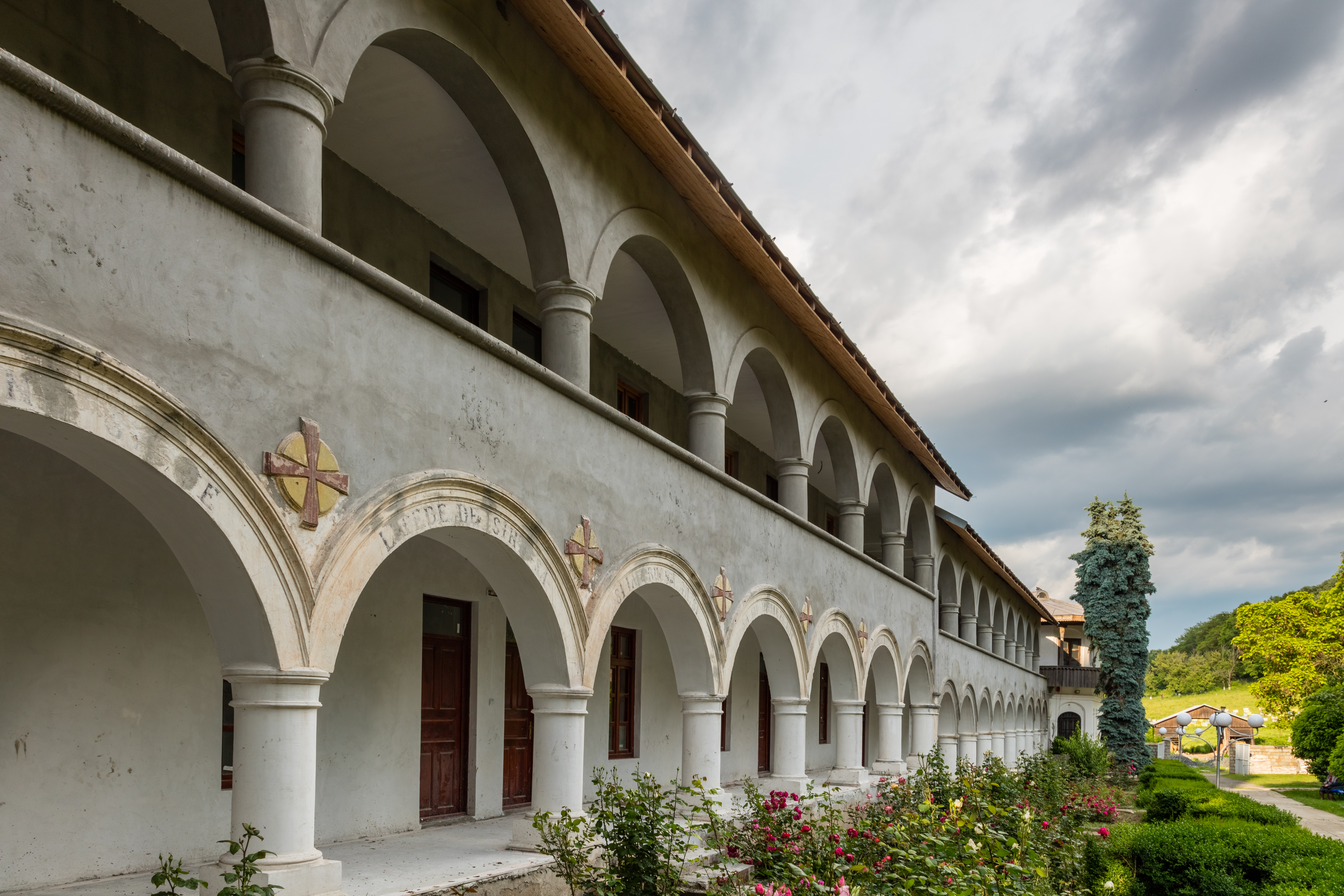
Кельи монахов